# Baselice
Baselice ist eine Gemeinde in Italien in der Region Kampanien in der Provinz Benevento mit 2062 Einwohnern (Stand 31. Dezember 2023). Sie ist Mitglied der Bergkommune Comunità Montana del Fortore.

## Lage

Lage von Baselice in der Provinz Benevento

Baselice befindet sich ca. 90 km nordöstlich von Neapel und etwa 35 km nordöstlich von Benevento.  Die Ortsgrenzen stoßen an die Grenzen von Castelvetere in Val Fortore, Colle Sannita, Foiano di Val Fortore, San Bartolomeo in Galdo und  San Marco dei Cavoti.

## Sehenswertes
- Schloss Palazzo Lembo
- Kirche San Leonardo (Abt)
- Kirche Madonna delle Grazie mit der Grabstätte des tyrannischen Marchese d’Anzi Ottavio Carafa (5. April 1589 – 8. Dezember 1652)
- Kirche Sant’Antonio
- Paläontologisches Museum Mare Nostrum